# Aram Chaczaturian

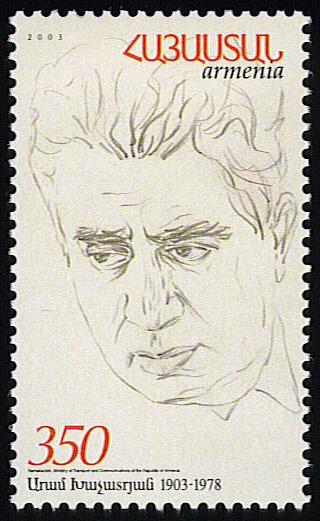
Aram Chaczaturian na znaczku pocztowym Armenii

Aram Chaczaturian (orm. Արամ Խաչատրյան, ur. 24 maja?/6 czerwca 1903 w Tyflisie, zm. 1 maja 1978 w Moskwie) – ormiański kompozytor muzyki poważnej, dyrygent i pedagog.

## Życiorys
Urodził się w Tbilisi (ówcześnie Tyflis), stolicy Gruzji. W 1921 r. przeniósł się do Moskwy. Początkowo studiował biologię na Uniwersytecie w Moskwie, następnie rozpoczął naukę w Szkole Muzycznej im. Gniesinych w Moskwie: wiolonczelę u S.F. Byczkowa, a kompozycję u M.F. Gniesina. W 1929 wstąpił do Konserwatorium Moskiewskiego, gdzie studiował kompozycję u Nikołaja Miaskowskiego. Od 1950 był profesorem kompozycji w konserwatorium w Moskwie. Uważany za jednego z największych radzieckich kompozytorów i dyrygentów.
Po śmierci jego mózg badał Institut Mozga.

## Twórczość
Stosował w swej muzyce oryginalne motywy ormiańskie; materiał folklorystyczny przenika wszystkie jej warstwy, wpływa na melodykę, harmonikę (o specyficznej, lecz zawsze tonalnej strukturze), żywą rytmikę (częstokroć motoryczną) i jaskrawą instrumentację.
Taniec z szablami z baletu Gajane oraz Adagio z baletu Spartakus należą do jego najbardziej znanych utworów. Adagio z Gajane posłużyło jako muzyka do początku trzeciej części filmu Stanleya Kubricka 2001: Odyseja kosmiczna.
Innymi bardziej znanymi utworami Chaczaturiana są: muzyka do sztuki Michaiła Lermontowa Maskarada (wykorzystana także w ekranizacji epopei Wojna i pokój), trzy symfonie i koncerty: skrzypcowy, wiolonczelowy i fortepianowy.

### Ważniejsze kompozycje
- 1932 – Toccata na fortepian
- 1933 – Suita taneczna na orkiestrę
- 1934, 1943, 1947 – 3 symfonie
- 1936 – Koncert fortepianowy
- 1938 – Kantata na chór i orkiestrę
- 1940 – Koncert skrzypcowy
- 1939 – balet Sczastie
- 1942 – balet Gajane (I wersja 1942, II wersja 1952)
- 1946 – Koncert wiolonczelowy
- 1954 – balet Spartakus
- 1961 – Sonata fortepianowa
- 1961 – rapsodia na skrzypce i orkiestrę
- 1963 – rapsodia na wiolonczelę i orkiestrę
- 1965 – rapsodia na fortepian i orkiestrę
- 1966 – utwór jazzowy na klarnet dla Benny'ego Goodmana

## Nagrody i odznaczenia
- Medal Sierp i Młot Bohatera Pracy Socjalistycznej (5 czerwca 1973)
- Order Lenina (trzykrotnie, 4 listopada 1939, 5 czerwca 1963 i 5 czerwca 1973)
- Order Rewolucji Październikowej (2 lipca 1971)
- Order Czerwonego Sztandaru Pracy (dwukrotnie, 24 listopada 1945 i 14 października 1966)
- Nagroda Leninowska (1959)
- Nagroda Stalinowska (czterokrotnie, 1941, 1943, 1946 i 1950)
- Nagroda Państwowa ZSRR (1971)
- Nagroda Państwowa Armeńskiej SRR (1965)
- Ludowy Artysta ZSRR (1954)
- Ludowy Artysta RFSRR (1947)
- Ludowy Artysta Armeńskiej SRR (1955)
- Ludowy Artysta Gruzińskiej SRR (1963)
- Ludowy Artysta Azerbejdżańskiej SRR (1973)
- Zasłużony Działacz Sztuk Armeńskiej SRR (1938)
- Zasłużony Działacz Sztuk RFSRR (1944)
- Medal „Za obronę Moskwy” (1944)
- Medal „Za obronę Kaukazu” (1944)
- Medal „Za ofiarną pracę w Wielkiej Wojnie Ojczyźnianej 1941–1945” (1945)
- Medal „W upamiętnieniu 800-lecia Moskwy” (1947)
- Medal jubileuszowy „W upamiętnieniu 100-lecia urodzin Władimira Iljicza Lenina” (1970)
- Order Cyryla i Metodego I klasy (Bułgaria, 1971)
- Komandor Orderu Sztuki i Literatury (Francja, 1974)

I inne.